# 市井静香
市井 静香（いちい しずか、1982年7月17日 - ）は、日本のAV女優。東京都出身。身長：155cm、B:90cm・W：60cm・H:87cm。血液型：A型。趣味は音楽鑑賞。
篠山紀信の「digi_KISHIN」にも出演した。

## 出演作品

### アダルトビデオ
- うぶごえ（2001年6月25日（レンタル）/ 2001年11月22日（セル）、マックス・エー） デビュー作[1]
- プリンは桃色（2001年7月21日、宇宙企画）[1]
- リトルダイナマイト（2001年8月16日、宇宙企画）[1]
- ぱふぱふ 愛してる（2001年9月21日、マックス・エー）[1]
- チチカルト（2001年10月7日、宇宙企画）[1]
- うぶごえ（2001年11月22日、マックス・エー）[1]
- ChiChi-Mix（2001年11月24日、宇宙企画）
- 妹の秘密（2001年11月27日、マックス・エー）
- Paiズリ天国（2001年12月22日、メディア・タイフーン）
- ボクの生徒はムチムチボイン（2002年1月31日、クリスタル映像）
- 潮吹きFUCK G-7 PART4（2002年4月11日、クリスタル映像）
- Venus Re-mix Vol.11（2002年5月24日、アリスJAPAN）
- モミモミ（2002年6月21日、マックス・エー）「ぱふぱふ　愛してる」・「妹の秘密」のセルDVD化作品
- 宇宙企画COMBO！4時間 僕のいいなりメイド編（2005年9月16日、宇宙企画）
- 宇宙企画COMBO！4時間　もち肌っ娘編（2006年1月27日、宇宙企画）

### 写真集
- 『学校』（2001年10月、英知出版）ISBN 4-7542-1504-4